# Chirundinella magna
Chirundinella magna is een eenoogkreeftjessoort uit de familie van de Aetideidae. De wetenschappelijke naam van de soort is voor het eerst geldig gepubliceerd in 1911 door Wolfenden.